# Łukasz Lodkowski
Łukasz Lodkowski ps. Lotek (ur. 24 stycznia 1985 w Warszawie) – polski komik, satyryk, stand-uper i aktor.

## Życiorys

### Wykształcenie
Studiował matematykę na UKSW, ale po roku przeniósł się na SGGW na kierunku Zarządzanie i Inżyniera Produkcji. Przez 6 lat pracował w korporacji prawniczej.

### Kariera
Debiutował w stand-upie w 2012 w klubokawiarni na Chłodnej. Wraz z Krzysztofem Jahnsem i Karolem Modzelewskim współtworzył „Stand-up na Marginesie”.
W 2013 roku wraz z Karolem Modzielewskim założył grupę Bękarty Stand-upu. W tym samym roku wystąpił w programie TVP2 pod tytułem ,,Tylko dla dorosłych". W 2015 roku zwyciężył Polską ligę stand-upu.
W 2017 roku wraz z Kacprem Rucińskim i Rafałem Paczesiem założył projekt pt ,,Grupa Trzymająca Mikrofon", z którymi jeździł w trasie komediowej po Polsce. 10 sierpnia 2018 roku po odbytej wcześniej trasie komediowej, opublikował swój pierwszy program komediowy pt ,,Bang". Na grudzień 2023 roku materiał w serwisie YouTube zebrał 17 milionów wyświetleń i zebrał bardzo pozytywny odbiór publiki.
14 grudnia 2018 roku po wcześniejszej trasie komediowej, opublikował drugi program komediowy pt ,,W Punkt". Na listopad 2024 roku materiał w serwisie YouTube zgromadził 29 milionów wyświetleń i zebrał bardzo pozytywny odbiór publiki.
W maju 2020 roku w ramach akcji charytatywnej #hot16challenge opublikował swoją piosenkę w serwisie YouTube.
29 maja 2020 roku po odbytej trasie komediowej, opublikował swój trzeci materiał komediowy pt ,,Bałagan na strychu". Na grudzień 2023 materiał w serwisie YouTube zebrał 12 milionów wyświetleń i zebrał pozytywny odbiór publiki.
1 października 2021 roku po wcześniejszej trasie komediowej, zamieścił czwarty program komediowy pt ,,Bang 2". Na grudzień 2023 roku materiał w serwisie YouTube zebrał 12 milionów wyświetleń.
W 2021 roku wystąpił w serialu komediowym Planeta singli. Osiem historii, antologią do serii filmowej Planeta singli.
W pierwszej połowie 2022 roku wystąpił w polskim filmie pt ,,Samiec Alfa" w roli Kursanta "Reiki".
19 czerwca 2023 po wcześniejszej trasie komediowej, opublikował piąty program komediowy pt ,,W krążku tajemnic". Na listopad 2024 roku materiał zgromadził 10 mln wyświetleń w serwisie YouTube.
Występował w różnych programach telewizyjnych m.in. Dzień dobry TVN, Pacześ Show czy Kuba Wojewódzki. W grudniu 2023 roku pojawił się w podcaście Kuby Wojewódzkiego i Piotra Kędzierskiego pt ,,WojewódzkiKędzierski".
4 października 2024 w serwisie YouTube opublikował swój szósty program komediowy pt „Materiał z trasy Pacześ i Lotek Tour”. Program oparty jest na występach zrealizowanych podczas trasy komediowej, którą od sierpnia 2023 do lutego 2024 roku obejrzało na żywo 220 tysięcy widzów. W trasie udział brał również Rafał Pacześ.

## Pełnowymiarowe programy komediowe
- 2018: „Bang"
- 2018: „W punkt"
- 2020: „Bałagan na strychu"
- 2021: „Bang 2"
- 2023: „W krążku tajemnic"
- 2024: „Materiał z trasy Pacześ i Lotek Tour”

## Filmografia
- 2016: Karol Modzelewski and Lukasz Lotek Lodkowski: No Offense jako Łukasz Lodkowski[36]
- 2021:  Planeta singli. Osiem historii jako Bolek
- 2022: Samiec Alfa jako Kursant "Reiki"

## Nagrody i wyróżnienia
- 2015: Polska Liga Stand-upu – wygrana[11]
- 2016: Bitwy Stand-uperów – wygrana[37]
- 2023: Ranking najpopularniejszych stand-uperów w Polsce w roku 2023 według rankingu Standupedia.pl – drugie miejsce[38]
- 2023: Najlepsze nagranie w internecie za "W krążku tajemnic" w plebiscycie „Golden Mics” portalu Standupedia.pl[39]

## Życie prywatne
W związku małżeńskim z Katarzyną.